# Élections régionales de 1992 en Bade-Wurtemberg
Les élections régionales de 1992 dans le Bade-Wurtemberg (en allemand : Landtagswahl in Baden-Württemberg 1992) se tiennent le 5 avril 1992, afin d'élire les 120 députés de la 11e législature du Landtag pour un mandat de quatre ans. Du fait de la loi électorale, 146 députés sont finalement élus.
Le scrutin est marqué par la victoire de la CDU, qui perd sa majorité absolue acquise en 1972, et la percée du parti d'extrême droite Les Républicains (REP). Le ministre-président Erwin Teufel se maintient au pouvoir après avoir formé une « grande coalition ».

## Contexte
Aux élections législatives régionales du 20 mars 1988, la CDU du ministre-président Lothar Späth, alors au pouvoir depuis dix ans, confirme sa majorité absolue avec 66 députés sur les 125 que compte finalement le Landtag. Toutefois, en réunissant 49,1 % des suffrages exprimés, elle perd la majorité absolue en voix qu'elle avait conquis à chaque scrutin depuis 1972.
Le SPD, qui a choisi comme nouveau chef de file le député fédéral Dieter Spöri, freine sa chute entamée en 1976 avec 32 % des voix et 42 parlementaires. Les Grünen confirment leur statut de troisième force politique en rassemblant 7,9 % des suffrages et dix sièges. Ils devancent donc une nouvelle fois le FDP, qui descendent à 5,9 % des exprimés, soit sept élus.
Späth est ensuite investi pour un quatrième mandat et forme un cabinet monocolore, dans lequel le ministre de l'Agriculture et de l'Environnement Gerhard Weiser est vice-ministre-président.
À la suite du scandale de « l'affaire du navire de luxe » (en allemand : Traumschiff-Affäre), Späth est contraint de remettre sa démission. Le journal Der Spiegel révèle que le ministre-président a fait du lobbying pour certaines entreprises en Allemagne de l'Est et en Chine après que celles-ci lui ont fait de nombreux cadeaux, dont des croisières luxueuses. Il est remplacé le 13 janvier 1991 par Erwin Teufel, président du groupe parlementaire.

## Mode de scrutin
Le Landtag est constitué de 120 députés (en allemand : Mitglied des Landtags, MdL), élus pour une législature de cinq ans au suffrage universel direct et suivant le scrutin proportionnel de Sainte-Laguë.
Chaque électeur dispose d'une voix, qui compte double. Elle est d'abord attribuée au parti politique dont le candidat est le représentant, puis elle permet de déterminer le score du candidat dans sa circonscription, le Land comptant un total de 70 circonscriptions.
Lors du dépouillement, l'intégralité des 120 sièges est répartie en fonction de la première attribution, à condition qu'un parti ait remporté 5 % de ces voix au niveau du Land (les voix des candidats indépendants sont donc exclues de ce décompte). Cette répartition est ensuite répétée au niveau des quatre districts. Si un parti a remporté des mandats avec la deuxième attribution, ses sièges sont d'abord pourvus par ceux-ci. Les sièges restants sont ensuite comblés par les candidats des circonscriptions non-élus, dans l'ordre décroissant de leur résultat en pourcentage.
Dans le cas où un parti obtient plus de mandats au scrutin uninominal que la proportionnelle ne lui en attribue, la taille du Landtag est augmentée jusqu'à rétablir la proportionnalité.

## Campagne

### Principales forces
| Parti | Parti                                                                              | Chef de file                      | Résultats de 1988          |
| ----- | ---------------------------------------------------------------------------------- | --------------------------------- | -------------------------- |
|       | Union chrétienne-démocrate d'Allemagne Christlich Demokratische Union Deutschlands | Erwin Teufel (Ministre-président) | 49,1 % des voix 66 députés |
|       | Parti social-démocrate d'Allemagne Sozialdemokratische Partei Deutschlands         | Dieter Spöri                      | 32,0 % des voix 42 députés |
|       | Alliance 90 / Les Verts Bündnis 90/Die Grünen                                      | Fritz Kuhn                        | 7,9 % des voix 10 députés  |
|       | Parti libéral-démocrate Freie Demokratische Partei                                 | Walter Döring                     | 5,9 % des voix 7 députés   |

## Résultats

### Voix et sièges
| Parti                             | Parti                                             | Voix      | Voix  | Sièges | Sièges        | Sièges | Sièges | Sièges        |
| Parti                             | Parti                                             | Votes     | %     | MU1    | +/-           | Liste  | Total  | +/-           |
| --------------------------------- | ------------------------------------------------- | --------- | ----- | ------ | ------------- | ------ | ------ | ------------- |
|                                   | Union chrétienne-démocrate d'Allemagne (CDU)      | 1 960 016 | 39,60 | 64     | 2             | 0      | 64     | 2             |
|                                   | Parti social-démocrate d'Allemagne (SPD)          | 1 454 477 | 29,39 | 6      | 2             | 40     | 46     | 4             |
|                                   | Les Républicains (REP)                            | 539 014   | 10,89 | 0      | en stagnation | 15     | 15     | 15            |
|                                   | Alliance 90 / Les Verts (Grünen)                  | 467 781   | 9,45  | 0      | en stagnation | 13     | 13     | 3             |
|                                   | Parti libéral-démocrate (FDP)                     | 291 199   | 5,88  | 0      | en stagnation | 8      | 8      | 1             |
|                                   | Parti écologiste-démocrate (ÖDP)                  | 93 604    | 1,89  | 0      | en stagnation | 0      | 0      | en stagnation |
|                                   | Parti national-démocrate d'Allemagne (NPD)        | 44 416    | 0,90  | 0      | en stagnation | 0      | 0      | en stagnation |
|                                   | Les Gris - Les Panthères grises (GRAUE)           | 28 719    | 0,58  | 0      | Nv.           | 0      | 0      | Nv.           |
|                                   | Parti des chrétiens respectueux de la Bible (PBC) | 27 272    | 0,55  | 0      | Nv.           | 0      | 0      | Nv.           |
|                                   | Autres                                            | 42 701    | 0,86  | 0      | en stagnation | 0      | 0      | en stagnation |
|                                   |                                                   |           |       |        |               |        |        |               |
| Votes valides                     | Votes valides                                     | 4 949 199 | 98,70 |        |               |        |        |               |
| Votes blancs et nuls              | Votes blancs et nuls                              | 65 247    | 1,30  |        |               |        |        |               |
| Total                             | Total                                             | 5 014 446 | 100   | 70     | en stagnation | 76     | 146    | 21            |
| Abstentions                       | Abstentions                                       | 2 140 129 | 29,91 |        |               |        |        |               |
| Nombre d'inscrits / participation | Nombre d'inscrits / participation                 | 7 154 575 | 70,09 |        |               |        |        |               |